# Botschaft Libyens in Berlin

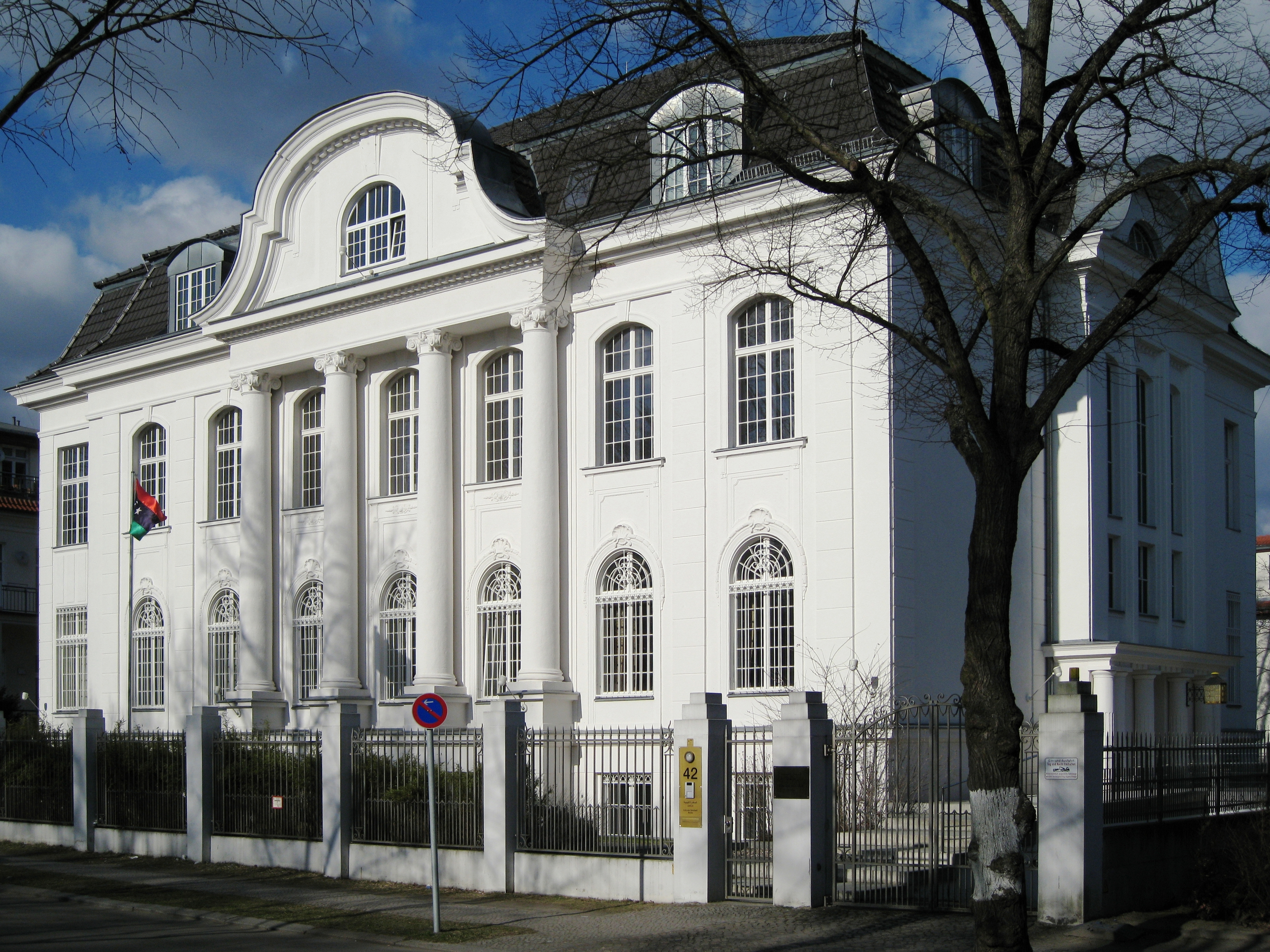
Botschaftsgebäude Podbielskiallee 42

Die Botschaft Libyens in Berlin ist die diplomatische Vertretung des Staates Libyen in Deutschland. Sie befindet sich in der Podbielskiallee 42 im Ortsteil Dahlem des Bezirks Steglitz-Zehlendorf.
Botschafter ist seit dem 19. Februar 2020 Jamal Ali Omar El-Barag.
Libyen unterhält keine Konsulate in Deutschland.

## Geschichte der diplomatischen Beziehungen
Die ehemalige italienische Kolonie Libyen wurde am 24. Dezember 1951 unabhängig.
Am 3. Juni 1955 nahmen Libyen und die Bundesrepublik Deutschland diplomatische Beziehungen auf. Die Botschaft hatte ihren Sitz in der Beethovenallee 12a in Bonn. Wegen des Umzugs von Bundestag und Regierung nach Berlin verlegte auch die Botschaft Libyens ihren Sitz in die neue deutsche Hauptstadt, im Dezember 2001 zunächst in die Schützenstraße 15–17 in Berlin-Mitte. Seit 2007 befindet sie sich in der Podbielskiallee 42 in Berlin-Dahlem.
Seit dem 30. Juni 1973 bestanden diplomatische Beziehungen zwischen Libyen und der DDR. Sie endeten mit der deutschen Wiedervereinigung im Jahr 1990. Die Botschaft befand sich in Ost-Berlin in der Hermann-Duncker-Straße 26 (seit 1992 wieder Treskowallee) in Berlin-Karlshorst im Stadtbezirk Lichtenberg.

## Botschafter (seit 2013)
- 2013, 18. Juli: Sennussi Abdulkader Kwideer[7]
- 2020, 19. Februar: Jamal Ali Omar El-Barag[8]

## Gebäude
Die Botschaft Libyens befindet sich in einer zweigeschossigen Villa in der Podbielskiallee 42 in Berlin-Dahlem. Sie wurde 1913/14 als Zweifamilienhaus nach Plänen des Architekten Fritz Redlin errichtet. Viele Jahre war hier das ostasiatische Seminar der Freien Universität untergebracht. Das neobarocke Stadtpalais steht unter Denkmalschutz.